# Nikolaus von Oldenburg

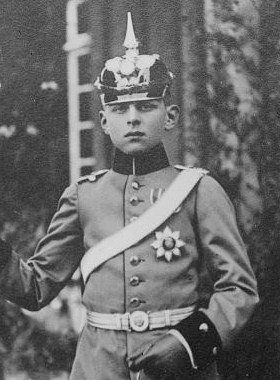
Erbgroßherzog Nikolaus, etwa 1910

Nikolaus Friedrich Wilhelm von Oldenburg (* 10. August 1897 in Oldenburg; † 3. April 1970 in Rastede) war bis 1918 der letzte Erbgroßherzog des Großherzogtums Oldenburg.

## Leben

### Herkunft
Nikolaus war der Sohn des Großherzogs Friedrich August von Oldenburg und dessen zweiter Gemahlin Elisabeth, geborene Herzogin zu Mecklenburg. Er diente im Oldenburgischen Dragoner-Regiment Nr. 19. Mit der Abdankung seines Vaters als Großherzog am 11. November 1918 im Zuge der Novemberrevolution verlor Nikolaus seinen Status als Thronerbe. Vom Tod seines Vaters am 24. Februar 1931 bis zu seinem Tode war Nikolaus Oberhaupt des Hauses Oldenburg.

### Politische Karriere im Dienste des Nationalsozialismus
Er war Mitglied im „Stahlhelm“ und „als dieser im September 1933 in die SA integriert wurde, schloss er sich den Nationalsozialisten an“, zum 1. Mai 1937 trat er der NSDAP bei (Mitgliedsnummer 4.085.803). Er gehörte zum Stab des Oldenburger NS-Regierungspräsidenten Heinrich Böhmcker und hatte die Aufgabe, den Eingliederungsprozess durchzuführen, was er offenbar ohne ernsthafte Störungen erledigte. Nach allen vorliegenden Informationen entwickelte dieses unterschiedliche Paar eine freundschaftliche Beziehung: „Böhmcker fühlte sich geschmeichelt, den Erbgroßherzog zum Brigadeadjutanten zu haben, während es Nikolaus gefiel, im Vorstand des vom Regierungspräsidenten (1936) ins Leben gerufenen "Eutiner Dichterkreises" zu fungieren und die vornehmen Räumlichkeiten seines Schlosses in der Stadt für literarische Zusammenkünfte zur Verfügung zu stellen.“
Als SA-Standartenführer kommandierte er die SA-Reiterstandarte 14; daneben war er Major der Reserve im Heer.
Am 2. Juni 1941 schrieb er an Heinrich Himmler in einem Brief: „Ich wäre ihnen sehr dankbar, wenn Sie mich kurz wissen lassen würden, ob grundsätzlich die Möglichkeit des Ankaufs größerer Güter im Osten nach Kriegsende für mich gegeben sein wird“.

### Nach 1945
Im Dezember 1968 wurde ihm das Ehrenzeichen des Deutschen Roten Kreuzes durch den DRK-Präsidenten Walter Bargatzky verliehen.
Nikolaus von Oldenburg starb am 3. April 1970 auf Schloss Rastede im Alter von 72 Jahren und wurde im Großherzoglichen Mausoleum auf dem Gertrudenfriedhof in Oldenburg beigesetzt.

## Familie
Nikolaus von Oldenburg war zweimal verheiratet und hatte neun Kinder aus erster Ehe. Am 26. Oktober 1921 heiratete er in Arolsen Helene (1899–1948), eine Tochter von Friedrich Fürst zu Waldeck und Pyrmont. Dieser Ehe entstammten sechs Söhne und drei Töchter, darunter der älteste Sohn, Anton Günther Herzog von Oldenburg (1923–2014), und Eilika Fürstin zu Leiningen (1928–2016) sowie das Zwillingsbrüderpaar Huno (* 1940) und Johann (1940–2025). Eine Enkelin (Tochter Hunos) ist die AfD-Bundestagsabgeordnete Beatrix von Storch. Nach Helenes Tod im Jahre 1948 ehelichte Nikolaus in zweiter Ehe am 20. September 1950 Anne-Marie von Schutzbar genannt Milchling, geschiedene Gräfin Bernstorff (1903–1991). Diese Ehe blieb kinderlos.

## Sonstiges
1925 wurde Nikolaus von Oldenburg in einem feierlichen Akt zum Ehrenmitglied des Fehmarnschen Ringreitervereins ernannt.
Nikolaus von Oldenburg ist Namensgeber der 1901 auf dem Gemeindegebet von Garrel gegründeten Kolonie Nikolausdorf. Dort gehen seit den 1960er Jahren alljährlich tausende Briefe ein, die an den (Heiligen) Nikolaus in Nikolausdorf adressiert sind.